# Joe Vogel (Basketballspieler)
Joseph „Joe“ Vogel (* 15. September 1973 in North Platte) ist ein ehemaliger US-amerikanisch-libanesischer Basketballspieler.

## Werdegang
Der aus dem US-Bundesstaat Nebraska stammende Vogel war während seines Studiums Basketballspieler an der Colorado State University. Als er die Hochschulmannschaft 1996 verließ, stand er in der ewigen Bestenliste mit 180 geblockten Würfen auf dem ersten Platz. Die Seattle SuperSonics aus der NBA sicherten sich 1996 die Rechte an Vogel, nahmen dessen Dienste als Spieler aber nie in Anspruch.
Vogel bestritt im Herbst 1996 acht Ligaspiele für Galatasaray Istanbul. 1997/98 spielte er in Japan, 1998/99 in Saudi-Arabien. Mit Al-Ittihad Jeddah gewann er den Meistertitel in Saudi-Arabien. 1999 stand Vogel erstmals bei einem Verein aus dem Libanon unter Vertrag, er wurde mit Sagesse Beirut im Jahr 2000 libanesischer Meister. Später kamen mit Sporting Al Riyadi Beirut sechs weitere Meistertitel hinzu (2005, 2006, 2007, 2008, 2009, 2010, 2011). Das Fachmedium Asia-basket.com zeichnete Vogel in der Saison 2004/05 als besten einheimischen Spieler sowie als besten Innenspieler der libanesischen Liga aus. Auf internationaler Ebene errang er mit Sporting Al Riyadi 2005, 2006, 2007, 2009 und 2010 den Titel in der arabischen Vereinsmeisterschaft.

### Nationalmannschaft
Mit der libanesischen Nationalmannschaft nahm Vogel an den Weltmeisterschaften 2002 und 2006 teil. Bei der WM 2002 (mit 16,6 Punkten je Begegnung) und bei der WM 2006 (mit 13 Punkten je Begegnung) war er jeweils zweitbester Korbschütze der Libanesen. 2001, 2005 und 2007 erreichte er mit der Auswahl bei der Asienmeisterschaft jeweils den zweiten Platz.